# 忍水乡
忍水乡是中国陕西省汉中市南郑区一个已撤销的乡镇。乡政府驻地——庵子岭。2011年，汉中市人民政府向陕西省人民政府申请，将南郑县的忍水乡改为忍水镇。时下辖12个村，面积30.02平方公里，总人口10733人。

## 行政区划
忍水乡下辖以下行政区：
张营村、白马村、汪家坝村、马庄村、陈湾村、马营村、双泉村、程扁村、崔星村、金星村、钢铁村、黄河村